# Decastar 2015
Decastar 2015 – 39. edycja mityngu lekkoatletycznego w konkurencjach wielobojowych rozegrany 19 i 20 września we francuskim Talence. Zawody były ostatnią odsłoną cyklu IAAF Combined Events Challenge w sezonie 2015.

## Rezultaty
| Konkurencja:           | 1. miejsce               | Rezultat  | 2. miejsce          | Rezultat  | 3. miejsce       | Rezultat  |
| Dziesięciobój mężczyzn | Willem Coertzen          | 8187 pkt. | Ołeksij Kasjanow    | 8043 pkt. | Ilja Szkurieniow | 7973 pkt. |
| Siedmiobój kobiet      | Györgyi Zsivoczky-Farkas | 6306 pkt. | Anastasija Mochniuk | 6269 pkt. | Nadine Visser    | 6257 pkt. |